# Schiphol op Zee

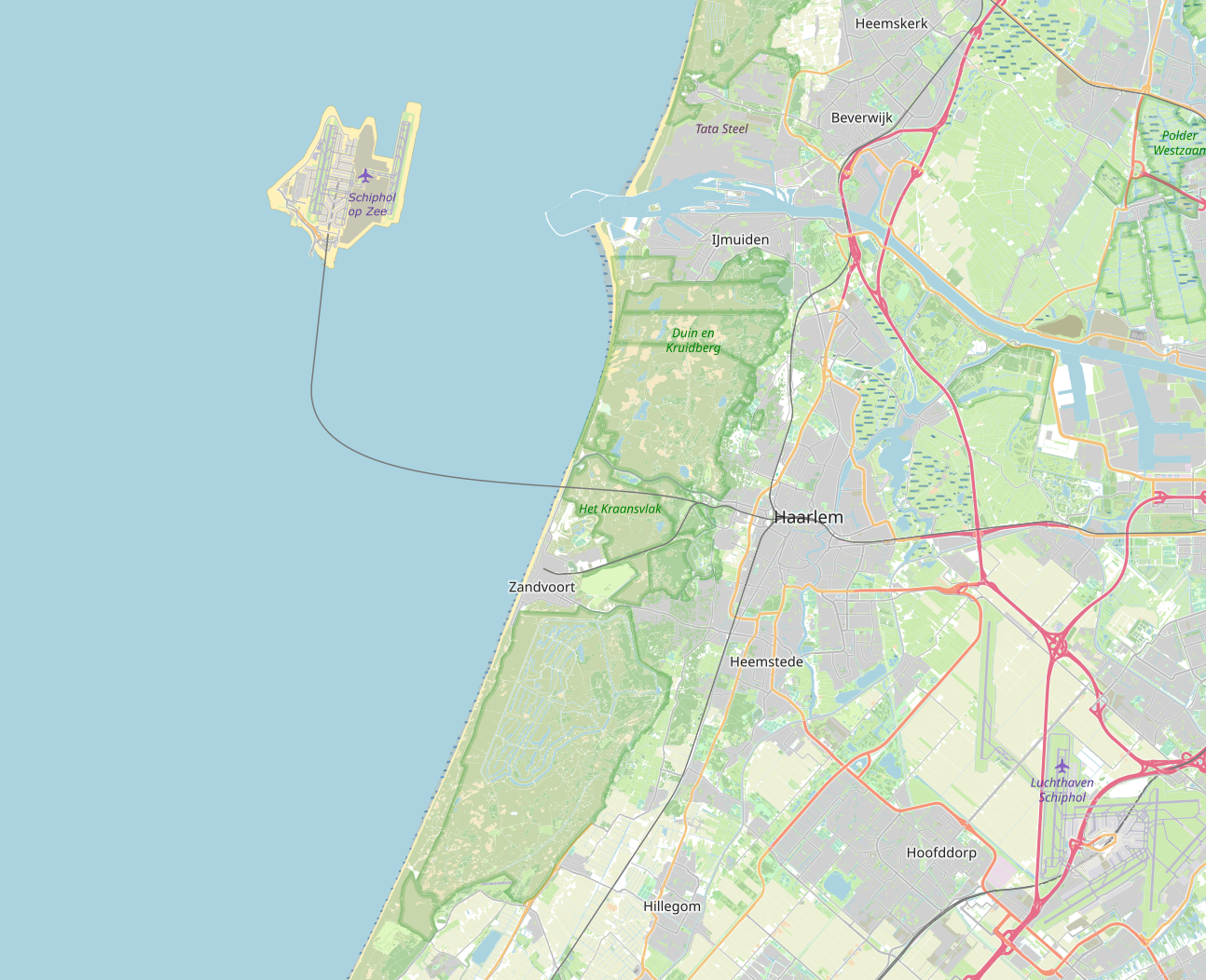
Een schets van Schiphol op Zee met de Internationale luchthaven Hongkong als vergelijkingsmateriaal.

Schiphol op Zee is een beoogde locatie voor een mogelijke uitbreiding van Luchthaven Schiphol op een nieuw opgespoten stuk land in de Noordzee, de IJvlakte genaamd, op zo'n 5 à 7 km uit de kust ten westnoordwesten van IJmuiden, ruwweg ter hoogte van Wijk aan Zee.
Als het vliegveld wordt aangelegd zal het niet de eerste luchthaven in zee zijn. Zo liggen de luchthavens Kansai (Osaka, Japan), Changi (Singapore) en de Internationale luchthaven Hongkong op kunstmatig aangelegde eilanden. De luchthaven van Hongkong is door Nederlandse baggeraars opgespoten en is gelegen op een kunstmatig eiland.

## Aanleiding
Op de locatie in de Haarlemmermeerpolder zou de luchthaven maximaal uit kunnen groeien tot 540.000 à 550.000 luchtbewegingen. Er zal dan wel vaker gebruik moeten worden gemaakt van de Aalsmeer- en Buitenveldertbaan, ook bekend als de lawaaibanen. Deze banen geven echter  nu al veel overlast, tot ongenoegen van veel inwoners op en langs de aanvliegroutes van deze banen.
Door het aanleggen van de banen in zee is er minder sprake van overlast onder de aanvliegroutes van de vliegtuigen, Deze routes liggen immers bijna allemaal boven zee. Zo zou het verplaatsen van de luchthaven de leefkwaliteit van 1,5 miljoen mensen verbeteren. Een ander voordeel is dat de locatie waar Schiphol nu is gelegen verder ontwikkeld kan worden met tienduizenden woningen, waar nu al een nijpend tekort aan is in deze regio. De nieuwe luchthaven zou worden verbonden met een hogesnelheidslijn via Amsterdam naar de huidige plek van luchthaven Schiphol of rechtstreeks naar Amsterdam. Er wordt ook gekeken of deze verbinding gerealiseerd kan worden door middel van een hyperloop.

## Plangeschiedenis
Al in de jaren zestig waren er plannen voor een Tweede Nationale Luchthaven in de Markerwaard ter ontlasting van Schiphol, die uiteindelijk in 2003 van tafel verdwenen.
In de jaren negentig van de vorige eeuw zijn er verschillende onderzoeken gedaan naar een mogelijkheid tot het verplaatsen van Schiphol naar zee, onder andere door TU Delft en baggeraar Boskalis. Ook toenmalig PvdA-Kamerlid Rob van Gijzel liet in die tijd een plan doorrekenen. In 1999 liet het toenmalig kabinet van Wim Kok weten dat er op de lange duur twee opties waren: op de huidige locatie blijven of een luchthaven op zee. In een eerder stadium waren de opties voor op het Markerwaard en de Maasvlakte al afgevallen. In een nota liet het kabinet weten dat de haalbaarheid van een luchthaven in zee gekenmerkt werd door veel (financiële) onzekerheden, maar dat niet gebleken was dat het onmogelijk is.
Hiervoor werd het programmabureau 'Flyland' opgericht, waarin ingenieurs, beleidsmakers en adviesbureaus van binnen en buiten de overheid aan deelnamen. Het bureau kreeg 50 miljoen gulden (zo'n 20 miljoen euro) voor vijf jaar onderzoek ter beschikking. Het onderzoeksbureau moest zich in "politieke rust" en "zonder druk van procedures" buigen over de vraag of een luchthaven op zee haalbaar was. Het onderzoek werd echter door staatssecretaris Melanie Schultz van Haegen na twee jaar vroegtijdig stopgezet – drie jaar eerder dan gepland. In 2003 liet ze de Kamer weten het programma stop te zetten vanwege "te veel onzekerheden in de ontwikkeling van de luchtvaart".
Er werd wel nog een eindrapport geschreven met de titel 'Conclusie bij een voortijdig einde'. Hierin was onder meer te vinden wat een eventuele invloed een luchthaveneiland zou hebben op de zee. De mate daarvan leek mee te vallen, net zoals de problemen met vogels en vliegveiligheid. Aan de vraag of het maatschappelijk inpasbaar is, is het onderzoeksbureau nooit toegekomen. Ook is er vanwege de korte onderzoeksperiode geen kosten-batenanalyse opgesteld. In de nota van 1999 werd wel een bedrag genoemd van 40 miljard euro.
In 2019 liet Cora van Nieuwenhuizen, de minister van Infrastructuur en Waterstaat, weten dat – aldus de resultaten van de quickscan die zij heeft laten uitvoeren – Schiphol niet verplaatst zal worden naar een locatie op zee. De kosten van deze verplaatsing worden geschat op 45 miljard euro. Echter bestaat de quick scan alleen uit al eerder uitgevoerde en verouderde onderzoeken, en is er niet opnieuw onderzoek gedaan. Er is wel naar nieuwe technieken gekeken zoals het boren van tunnels, maar daar is niet tot in detail op ingegaan. Tevens zijn de eventuele baten van woningbouw op de voormalige start- en landingsbanen niet meegenomen in de opbrengsten.
De huidige kosten zijn voor de minister te hoog, deze worden met name veroorzaakt doordat op de gedachte locatie van het vliegveld windmolens staan gepland, die indien de verplaatsing plaats zou vinden, weer zullen moeten verdwijnen. Een vervolgonderzoek is aldus Nieuwenhuizen niet nodig.
Dick Benschop directeur van luchthaven Schiphol laat weten dat het onderzoek volgens hem geen antwoord geeft op de vraag "of verplaatsen haalbaar is of niet" en wil graag een serieus onderzoek naar de haalbaarheid van de luchthaven op zee. Mocht het haalbaar zijn dan scheelt dit in investeringen die nu nog vooral in het Schiphol op de huidige plek worden gedaan.

### Bezwaren
Bezwaren zijn onder meer van ecologische aard, zoals minder paaigronden voor vissen. Verder hebben ze betrekking op de klimatologische omstandigheden: landingsbanen worden sneller nat, zodat de remmende werking afneemt, meer wind die een belemmering is voor het veilig vliegen van vliegtuigen en de corrosieve werking van zeewater en zijn van technische aard, zoals mogelijke bodemverzakking. Tot slot blijven er twijfels over de financiële haalbaarheid. Ook het rapport uit 1999 repte al van een mogelijk exploitatietekort van 75%.